# Levi Carneiro
Levi Fernandes Carneiro (Niterói, 8 de agosto de 1882 — Rio de Janeiro, 5 de setembro de 1971) foi um advogado, jurista e escritor brasileiro.

## Biografia
Formou-se em direito pela Faculdade Livre de Direito do Rio de Janeiro, atual Faculdade Nacional de Direito da Universidade Federal do Rio de Janeiro.
Levi acabou tornando-se um dos maiores nomes da classe advocatícia no Brasil, sendo um dos fundadores e o primeiro presidente da Ordem dos Advogados do Brasil, tendo ainda presidido o Instituto dos Advogados do Brasil.
Representou o Brasil em diversos eventos jurídicos internacionais, tendo ocupado vários cargos públicos na área do direito. Foi Consultor Geral da República no governo de Getúlio Vargas, de 21 de novembro de 1930 a 17 de fevereiro de 1932. Na política foi Deputado Constituinte em 1934, perdendo o mandato com o golpe que instituiu o Estado Novo.
No direito internacional destacou-se como membro brasileiro no Tribunal Internacional de Justiça, na Haia, da qual foi juiz (1951 a 1954).
Como escritor, além da literatura jurídica, foi diretor da Revista Brasileira.

## Instituições
Foi membro correspondente da Academia das Ciências de Lisboa, membro benemérito do Instituto dos Advogados Brasileiros, da Associação Brasileira de Educação; do Instituto Histórico e Geográfico Brasileiro (IHGB); da Sociedade Brasileira de Direito Internacional; e membro de várias academias internacionais e estaduais.

## Academia Brasileira de Letras
Foi eleito em 23 de julho de 1936 tomando posse em 7 de agosto de 1937 da cadeira 27, que tem por patrono Maciel Monteiro, com saudação pelo acadêmico Alcântara Machado, sendo o seu quarto ocupante.

## Obras
- A nova legislação da infância (1930);
- Federalismo e judiciarismo (1930);
- Problemas municipais (1931);
- Conferências sobre a Constituição (1937);
- O livro de um advogado (1943);
- Na Academia (1943);
- O Direito internacional e a democracia (1945);
- Organização dos Municípios e do Distrito Federal (1953);
- Pareceres do consultor geral da República, 3 vols. (1954);
- Discursos e conferências (1954);
- Dois arautos da democracia: Rui Barbosa e Joaquim Nabuco (1954);
- Voto dos analfabetos (1964);
- Uma experiência de parlamentarismo (1965);
- Em defesa de Rui Barbosa (1967);
- Pareceres do consultor jurídico do Ministério das Relações Exteriores (1967).